# Lijst van nummer 1-albums in de Nederlandse Album Top 100 in 2021
Onderstaande albums stonden in 2021 op nummer 1 in de Nederlandse Album Top 100. De lijst wordt samengesteld door GfK Dutch Charts.
| Nummer | Datum        | Artiest        | Titel                                      |
| ------ | ------------ | -------------- | ------------------------------------------ |
| 633    | 2 januari    | Michael Bublé  | Christmas                                  |
| 875    | 9 januari    | Pop Smoke      | Shoot For The Stars Aim for the Moon       |
|        | 16 januari   | Pop Smoke      | Shoot for the Stars Aim for the Moon       |
| 888    | 23 januari   | The Kid Laroi  | F*ck Love                                  |
| 889    | 30 januari   | Josylvio       | Abu Omar                                   |
|        | 6 februari   | Josylvio       | Abu Omar                                   |
| 890    | 13 februari  | Foo Fighters   | Medicine at Midnight                       |
| 891    | 20 februari  | Dua Lipa       | Future Nostalgia [+ The Moonlight Edition] |
|        | 27 februari  | Dua Lipa       | Future Nostalgia [+ The Moonlight Edition] |
| 892    | 6 maart      | Broederliefde  | Medaille                                   |
| 893    | 13 maart     | Lijpe          | Verzegeld                                  |
| 894    | 20 maart     | Snelle         | Lars                                       |
| 895    | 27 maart     | Justin Bieber  | Justice                                    |
|        | 3 april      | Justin Bieber  | Justice                                    |
|        | 10 april     | Justin Bieber  | Justice                                    |
|        | 17 april     | Justin Bieber  | Justice                                    |
|        | 24 april     | Justin Bieber  | Justice                                    |
|        | 1 mei        | Justin Bieber  | Justice                                    |
| 894    | 8 mei        | Snelle         | Lars                                       |
| 895    | 15 mei       | Justin Bieber  | Justice                                    |
| 896    | 22 mei       | J. Cole        | The Off-Season                             |
| 897    | 29 mei       | Olivia Rodrigo | Sour                                       |
|        | 5 juni       | Olivia Rodrigo | Sour                                       |
|        | 12 juni      | Olivia Rodrigo | Sour                                       |
|        | 19 juni      | Olivia Rodrigo | Sour                                       |
|        | 26 juni      | Olivia Rodrigo | Sour                                       |
|        | 3 juli       | Olivia Rodrigo | Sour                                       |
|        | 10 juli      | Olivia Rodrigo | Sour                                       |
| 898    | 17 juli      | Rowwen Hèze    | Onderaan beginne                           |
| 899    | 24 juli      | John Mayer     | Sob Rock                                   |
| 897    | 31 juli      | Olivia Rodrigo | Sour                                       |
| 900    | 7 augustus   | Billie Eilish  | Happier Than Ever                          |
|        | 14 augustus  | Billie Eilish  | Happier Than Ever                          |
|        | 21 augustus  | Billie Eilish  | Happier Than Ever                          |
| 897    | 28 augustus  | Olivia Rodrigo | Sour                                       |
| 901    | 4 september  | Kanye West     | Donda                                      |
| 902    | 11 september | Drake          | Certified Lover Boy                        |
|        | 18 september | Drake          | Certified Lover Boy                        |
| 903    | 25 september | Kevin          | Grote Versnelling                          |
|        | 2 oktober    | Kevin          | Grote Versnelling                          |
| 904    | 9 oktober    | Racoon         | Spijt is iets voor later                   |
| 903    | 16 oktober   | Kevin          | Grote Versnelling                          |
| 905    | 23 oktober   | Coldplay       | Music of the Spheres                       |
| 906    | 30 oktober   | Lana Del Rey   | Blue Banisters                             |
| 907    | 6 november   | Ed Sheeran     | =                                          |
| 908    | 13 november  | ABBA           | Voyage                                     |
|        | 20 november  | ABBA           | Voyage                                     |
| 909    | 27 november  | Adele          | 30                                         |
|        | 4 december   | Adele          | 30                                         |
|        | 11 december  | Adele          | 30                                         |
|        | 18 december  | Adele          | 30                                         |
|        | 25 december  | Adele          | 30                                         |